# Agriphila tristellus
Agriphila tristellus là một loài bướm đêm trong họ Crambidae.